# Dicranota landrocki
Dicranota (Paradicranota) landrocki là một loài ruồi trong họ Pediciidae. Chúng phân bố ở vùng sinh thái Palearctic.